# Uroctea
Uroctea is een  spinnengeslacht uit de familie der spiraalspinnen (Oecobiidae). 
Het geslacht omvat de volgende soorten.

## Soorten
- Uroctea compactilis L. Koch, 1878
- Uroctea concolor Simon, 1882
- Uroctea durandi (Latreille, 1809)
- Uroctea grossa Roewer, 1960
- Uroctea hashemitorum Bosselaers, 1999
- Uroctea indica Pocock, 1900
- Uroctea lesserti Schenkel, 1936
- Uroctea limbata (C. L. Koch, 1843)
- Uroctea manii Patel, 1987
- Uroctea matthaii Dyal, 1935
- Uroctea paivani (Blackwall, 1868)
- Uroctea quinquenotata Simon, 1910
- Uroctea schinzi Simon, 1887
- Uroctea semilimbata Simon, 1910
- Uroctea septemnotata Tucker, 1920
- Uroctea septempunctata (O. P.-Cambridge, 1872)
- Uroctea sudanensis Benoit, 1966
- Uroctea thaleri Rheims, Santos & van Harten, 2007